# Dvärgmanakin
Dvärgmanakin (Tyranneutes stolzmanni) är en fågel i familjen manakiner inom ordningen tättingar.

## Utbredning och systematik
Fågeln förekommer från östra Colombia till södra Venezuela, norra Bolivia och Amazonområdet i Brasilien. Den behandlas som monotypisk, det vill säga att den inte delas in i några underarter.

## Status
IUCN kategoriserar arten som livskraftig.